# AH-1 코브라
벨 AH-1 코브라, AH-1 휴이 코브라(Bell AH-1 Cobra, AH-1 HueyCobra), 코브라, 시 코브라, 슈퍼 코브라, 바이퍼는 미국의 벨 헬리콥터사에 의해 개발된 공격용 헬리콥터이다. 두 개의 메인 로터 블레이드(two-blade rotor), 한 개의 UH-1 엔진과 트랜스미션을 사용한다. 계열형 기체로는 단발기인 AH-1G, 1S, 1Q, 1F 코브라(Cobra)와 쌍발기인 AH-1J 시코브라(SeaCobra) AH-1W 슈퍼코브라(SuperCobra)나 AH-1Z 바이퍼(Viper)가 있다. AH-1W 슈퍼코브라부터 헬파이어 미사일을 장착한다.

## 파생형

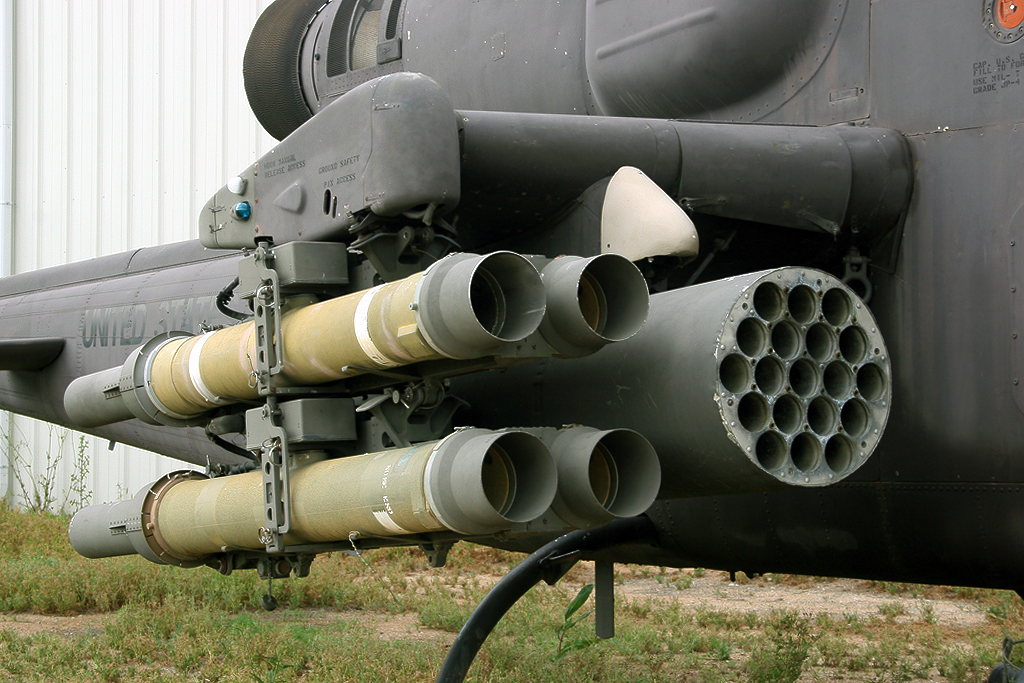
AH-1F 코브라의 토우 미사일과 70 mm 로켓포 포드

AH-1G 휴이코브라1966년 양산이 시작된 초기형. 1,400 마력 엔진 장착
AH-1Q 휴이코브라토우 미사일, 토우 미사일 조준용 망원경 장착
AH-1SAH-1Q 모델에 1,800 마력 엔진을 장착했다.
AH-1P100대 생산. 메인 로터 날개에 합성섬유를 사용했으며, 조종석 유리창이 평평해져서 빛의 반사를 줄였다. 저고도 지형추적비행(NOE)을 위해 조종석이 개량되었다. AH-1S의 1단계 개량이라고 불린다.
AH-1E98대 생산. 3배럴 M197 20 mm 기관포, 70 mm 로켓포 장착. AH-1S의 2단계 개량이라고 불린다.
AH-1F143대 생산. AH-1G 387대를 개량. 1단계, 2단계 개량을 모두 포함하며, AH-1S의 3단계 개량이라고 불린다. HUD, 레이저 거리측정기, 적외선 재머 장착, 엔진 적외선 배출 감소 장치, M143 ADS 장착.
AH-1G 코브라1967년 도입, 최대이륙중량 4톤, 단발엔진
AH-1W 슈퍼코브라1986년 도입 , 최대이륙중량 6.6톤, 쌍발엔진
AH-1Z 바이퍼2010년 도입, 최대이륙중량 8톤, 쌍발엔진

## 사용국가

### 현재 사용국가
미국

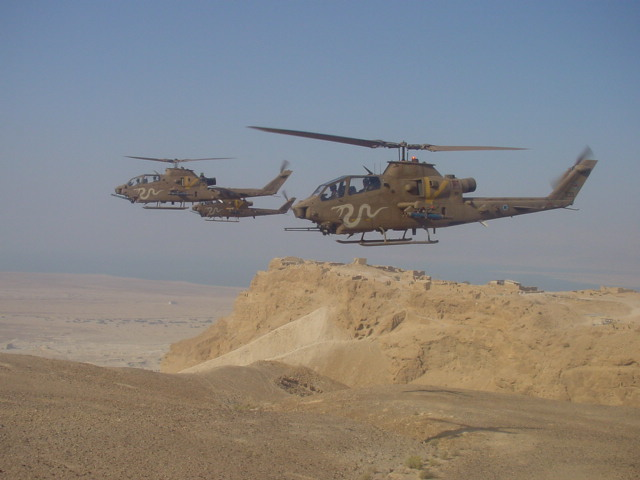
마사다 위를 비행하는 이스라엘 AH-1F 코브라

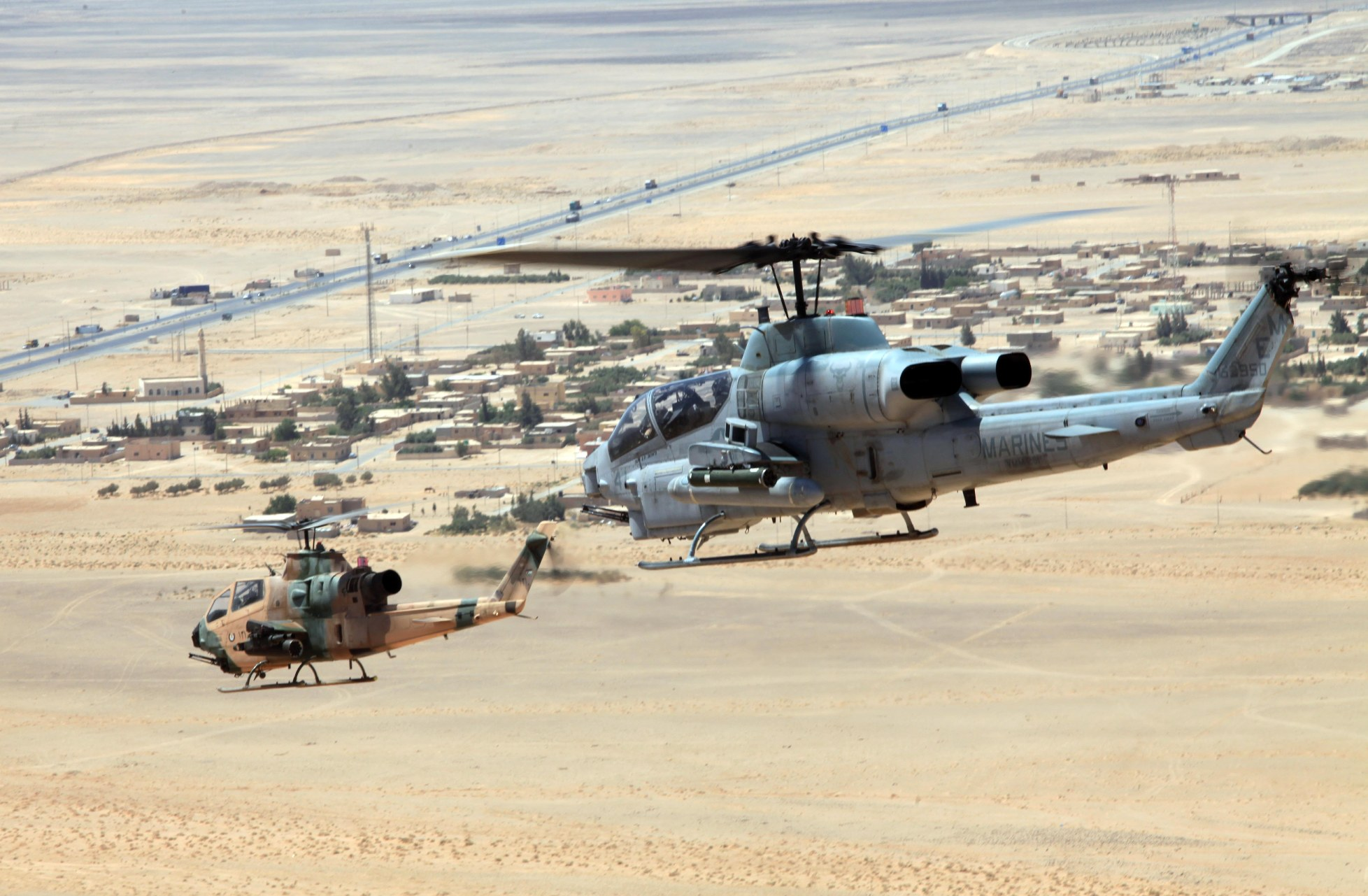
미국 해병대의 AH-1W 과 로얄 요르단 육군의 AH-1F

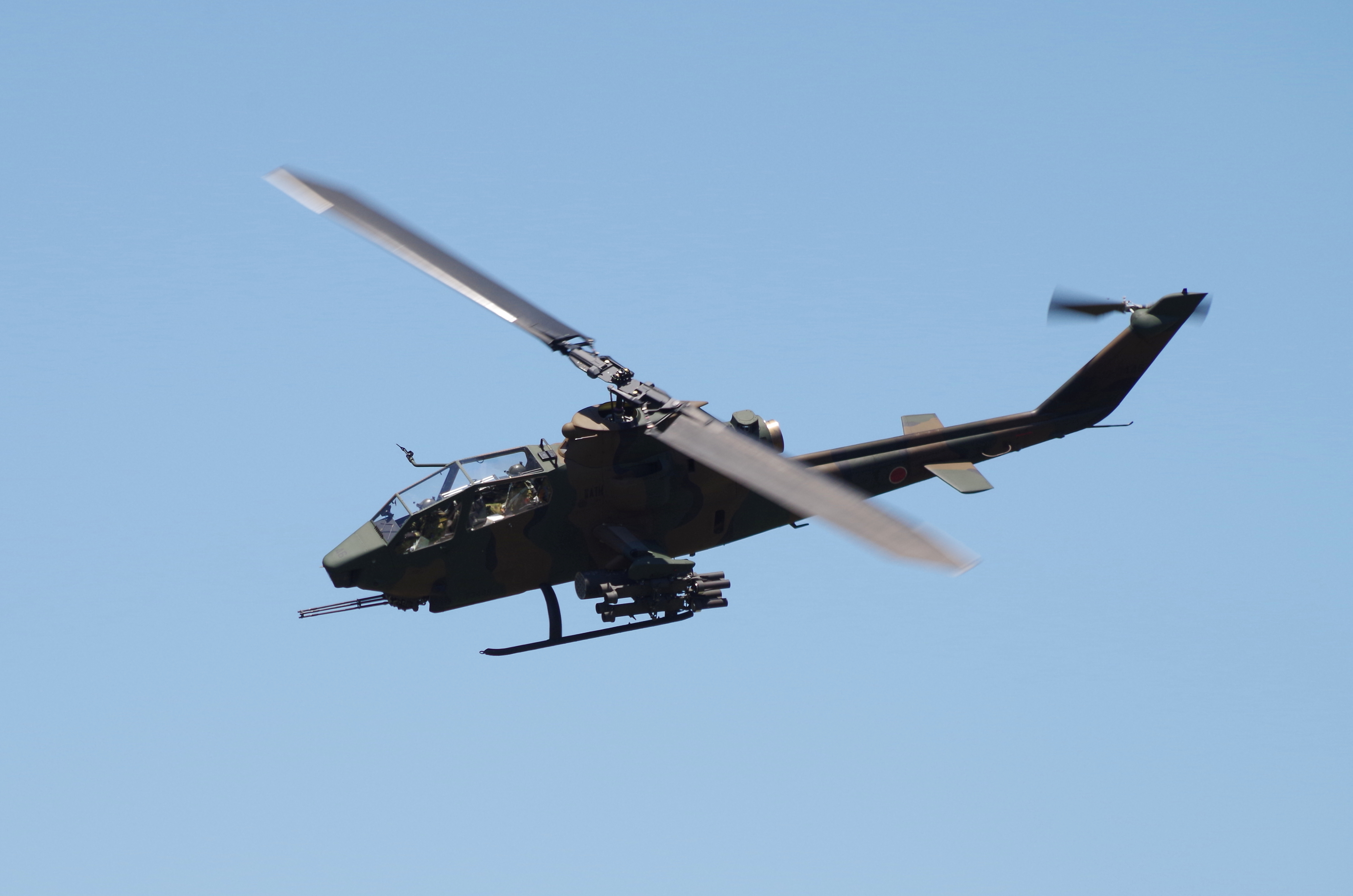
일본 육상자위대의 코브라 공격헬기

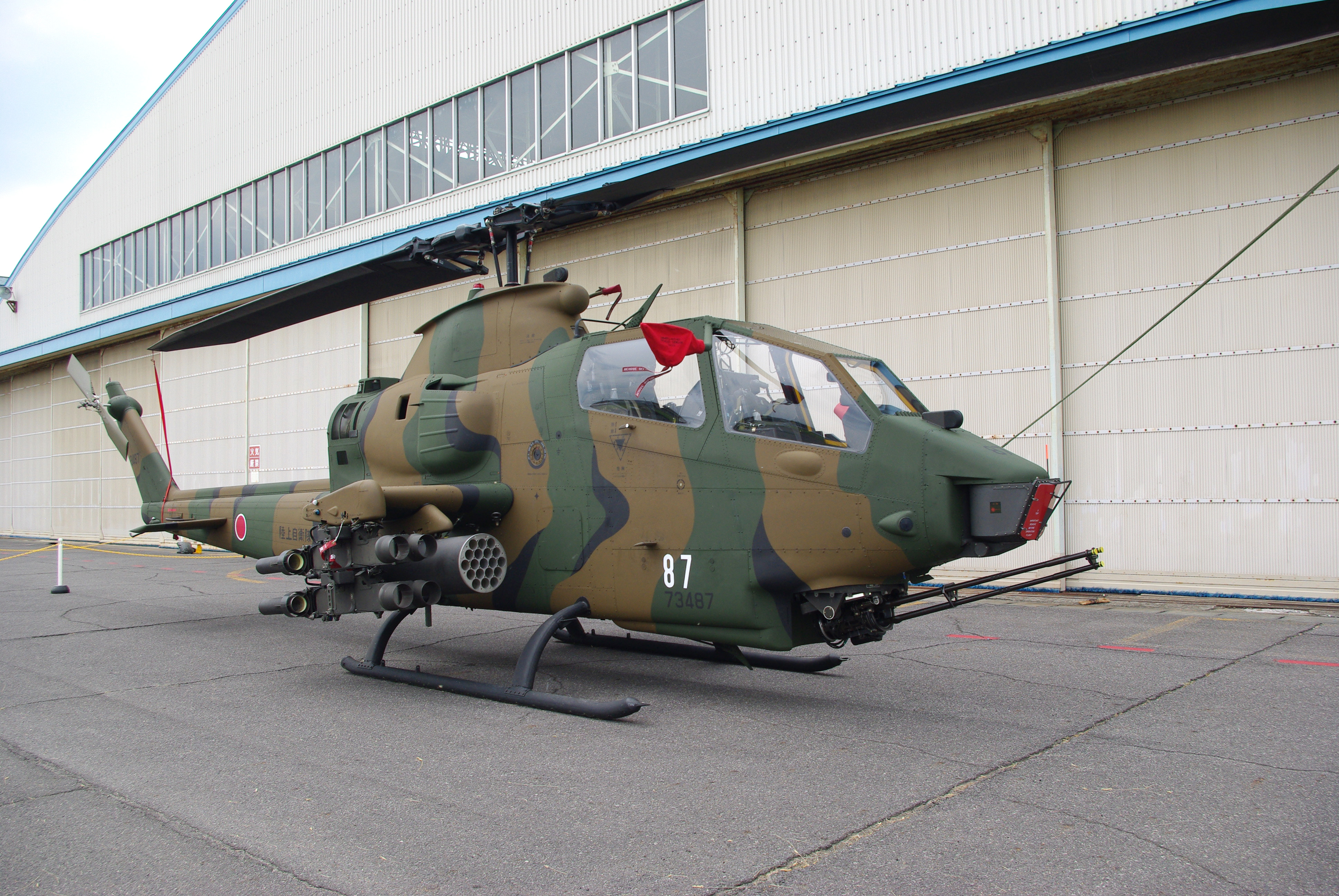
육상자위대의 AH-1 공격헬기

- 미국 해병대는 AH-1W를 대체하기 위해서 AH-1Z를 도입.

 대한민국
- 대한민국 육군
  - AH-1J "SEA COBRA"(20대 인도)
  - AH-1S/F (1988년 80대 인도- 제인연감, 80대의 F형)

 이스라엘
- 이스라엘 공군은 50대의 AH-1S "Tzefa" צפע ("Viper")를 사용 중임.

 바레인
- 바레인 공군
  - AH-1E (12대 사용중)
  - TAH-1P 전투 훈련기 (6대 사용중)

 요르단
- 요르단 공군은 33대의 AH-1F를 사용중

 파키스탄
- 파키스탄 육군
  - AH-1S (20대 사용중)
  - AH-1F (38대 사용중 + 20대 최근에 인도)

 태국
- 타이 공군은 3대의 AH-1F를 사용중. 7대의 중고 AH-1F가 주문되었음. 그러나, 태국의 2006년 9월 19일 쿠데타로 미국이 계약을 취소함.

 튀르키예
- 터키 공군은 32대의 AH-1P/S를 인도받음.

 일본
- 일본 육상자위대는 89대의 AH-1S를 후지 중공업에서 라이선스 생산함. 다만 노후화 등의 영향으로 퇴역을 하면서 2015년 기준으로 60여대 운용중.

### 이전의 사용국가
미국
- 미국 육군은 AH-64 아파치로 1990년대에 교체함.

 미국
- 미국 산림청에서 운용중. AH-1S FireWatch

 스페인
- 스페인 해군은 8대의 AH-1G를 인도받음.

## 제원

### AH-1G 휴이코브라[1]
일반 제원
- 승무원 : 2명 - 조종사 1명, 부조종사 겸 사수(CPG, co-pilot/gunner) 1명
- 폭 : 0.91 m
- 길이 : 13.4 m
- 높이 : 4.1 m
- 순 기체 중량 : 2,754 kg
- 최대 이륙 중량 : 4,309 kg
- 회전 블레이드 : 2엽
- 엔진 : AVCO 라이코밍 T53-L-13
- 엔진 방식 : 터보샤프트
- 엔진 대수 : 1대

성능
- 최고 속도 : 352 km/h
- 항속 거리 : 574 km
- 최대 상승 고도 : 3,475 m
- 분당 상승 속도 : 374m/m

무장
- 7.62mm 다총신 미니건 2정 또는 40mm 유탄발사기 2정 또는 각 1정을 기수 탑재 기총탑에 설치.
- 히드라 70 - 14발이 미사일 발사기에 탑재
- 미니건 포드 또는 20mm 기관포 포드 장착

### AH-1F "현대화" 코브라
일반 제원
- 승무원 : 2명 - 조종사 1명, 부조종사 겸 사수(CPG, co-pilot/gunner) 1명
- 폭 : 0.91 m
- 길이 : 13.6 m
- 높이 : 4.1 m
- 순 기체 중량 : 2,993 kg
- 최대 이륙 중량 : 4,500 kg
- 회전 블레이드 : 2엽
- 엔진 : AVCO 라이코밍 T53-L-703
- 엔진 방식 : 터보샤프트
- 엔진 대수 : 1대
- 엔진 출력 : 1,300kw (1,800shp)

성능
- 최고 속도 : 277 km/h
- 항속 거리 : 510 km
- 최대 상승 고도 : 3,720 m
- 분당 상승 속도 : 492 m/m

무장
- M197 3총신 20mm 개틀링식 기관포 (750발 탑재)
- 히드라 70 - 14발이 미사일 발사기에 탑재
- BGM-71 토우 - 4~ 8발을 2개의발사기에 나눠 탑재함.

### AH-1W 슈퍼 코브라
일반 제원
- 승무원 : 2명 - 조종사, 부조종사 / 사수 (CPG)
- 길이 : 17.7m(58 피트) (양쪽 로터가 선회)
- 높이 : 4.19 m (13 피트)
- 로터 직경 : 14.6m (48 피트)
- 스터브 윙 : 3.28 m(10피트 9인치)
- 순 기체 중량 : 4,120 kg
- 최대 이륙 중량 : 6,690 kg
- 로터 시스템 : 메인 로터에 2개의 블레이드, 테일 로터에 2개의 블레이드
- 엔진 출력 : 1,300kw급 제너럴 일렉트릭 T700-401 터보샤프트 엔진 2개, 총합 2,600kw
- 최대 속도 : 시속 352km(218 mph)
- 작전반경 : 317 해리 (587 km)
- 상승한도 : 12,200 ft (3,720 m)
- 상승률 : 1,620ft / min (8.2m / s)

무장
- 20mm M197 A형/ A49E-7 포탑의 3총신 20mm 개틀링식 기관포 (750 발)
- LAU-68C/A(7발) 또는 LAU-61D/A(19발) 발사대에 장착된 히드라 70 또는 APKWS 로켓
- TOW 미사일 - 2개의 4라운드 XM65 미사일 발사대에 장착된 최대 8개의 미사일, 외부 하드포인트당 1개
- AGM-114 헬파이어 - 2개의 4단 M272 미사일 발사대에 장착된 최대 8개의 미사일, 외부 하드포인트당 1개
- AIM-9 사이드와인더 대공 미사일 - 외부 하드 포인트당 1개 장착(총 2개)

## 같이 보기
비슷한 기종:
- AH-64 아파치

시리즈:
- SH-2 - H-3 - OH-4 - UH-1

목록:
- 헬리콥터 목록